# Catch Me if You Can
Catch Me if You Can – trzeci singel Matta Pokory z jego albumu MP3 (z 2008 roku). Twórcami piosenki są Timothy Z. Mosley, Matthieu Totta i James Washington.
Piosenka „Catch Me if You Can” wzięła udział w Sopot Festival 2008, który jest emitowany przez TVN.
Teledysk do piosenki „Catch Me if You Can” był kręcony w lipcu w Paryżu.